# Livechat Software
Text (antes LiveChat Software), productor polaco de software informático de comunicación para empresas con sede en Wrocław. La empresa fue fundada en 2002 como Livechat Sp. z o. o., y desde octubre de 2007 es una sociedad anónima. En 2011, la empresa abrió una sucursal en los Estados Unidos.
El producto LiveChat, ofrecido por la empresa en el modelo Software as a Service, es utilizado por más de 37.000 clientes y casi el 80% de las ventas se realizan en Estados Unidos, a clientes como Bosch, LG, Philips, Samsung, la Universidad de Stanford o UCLA.
LiveChat Software fue el propietario del servicio  de chat POLChat en 2004–2011. En febrero de 2008, GG Network SA compró el 63% de las acciones de la empresa, lo que convirtió a LiveChat Software en otra empresa después de Gadu-Gadu y Allegro.pl en el grupo Naspers.
En 2011, GG Network S.A. vendió todas las acciones de la empresa: los fundadores y gerentes clave realizaron una transacción de compra por parte de la gerencia, en virtud de la cual adquirieron un bloque del 21,17% de las acciones de la empresa y tomaron posesión del 60% del capital de la empresa. El fondo Tar Heel Capital comparte 40% de la empresa.
El 11 de abril de 2014, las acciones de LiveChat Software S.A. debutó en la Bolsa de Valores de Varsovia. A finales de 2017, la empresa fue incluida en el índice mWIG40. En junio de 2019 en el nuevo índice WIGTech.
En 2018, la empresa ofreció nuevos productos: ChatBot, HelpDesk. y KnowledgeBase. En 2022, debutó otra herramienta: OpenWidget
A finales de 2022, la empresa anunció la compra del dominio text.com, y en septiembre de 2023 cambió formalmente su nombre a Text SA.

## Productos
- LiveChat : software de chat en vivo para ventas, consultoría y atención al cliente en el sitio web.
- ChatBot: una plataforma para crear chatbots, anteriormente conocida como BotEngine[14] .
- HelpDesk - un sistema de servicio al cliente a través de correo electrónico, sistema de mesa de ayuda.[14]
- KnowledgeBase: una aplicación que le permite crear y compartir sus propias bases de conocimientos[15] .
- OpenWidget: una herramienta que le permite instalar widgets en los sitios web de las empresas[15][16][17] .

## Premios
En el concurso Deloitte Technology Fast 50 Central Europe 2011, ocupó el puesto 26 entre las empresas de mayor crecimiento en el área de tecnologías modernas ubicadas en la región de Europa Central. En 2012, la empresa ocupó el puesto 18 con un aumento en los ingresos del 830%. Un año próximo, la empresa volvió a ocupar el puesto 18, con un aumento de los ingresos del 624%. Este resultado le permitió ocupar el puesto 221 en el Deloitte Technology Fast 500 EMEA (Europa, Medio Oriente y África).